# Evert Maaskamp

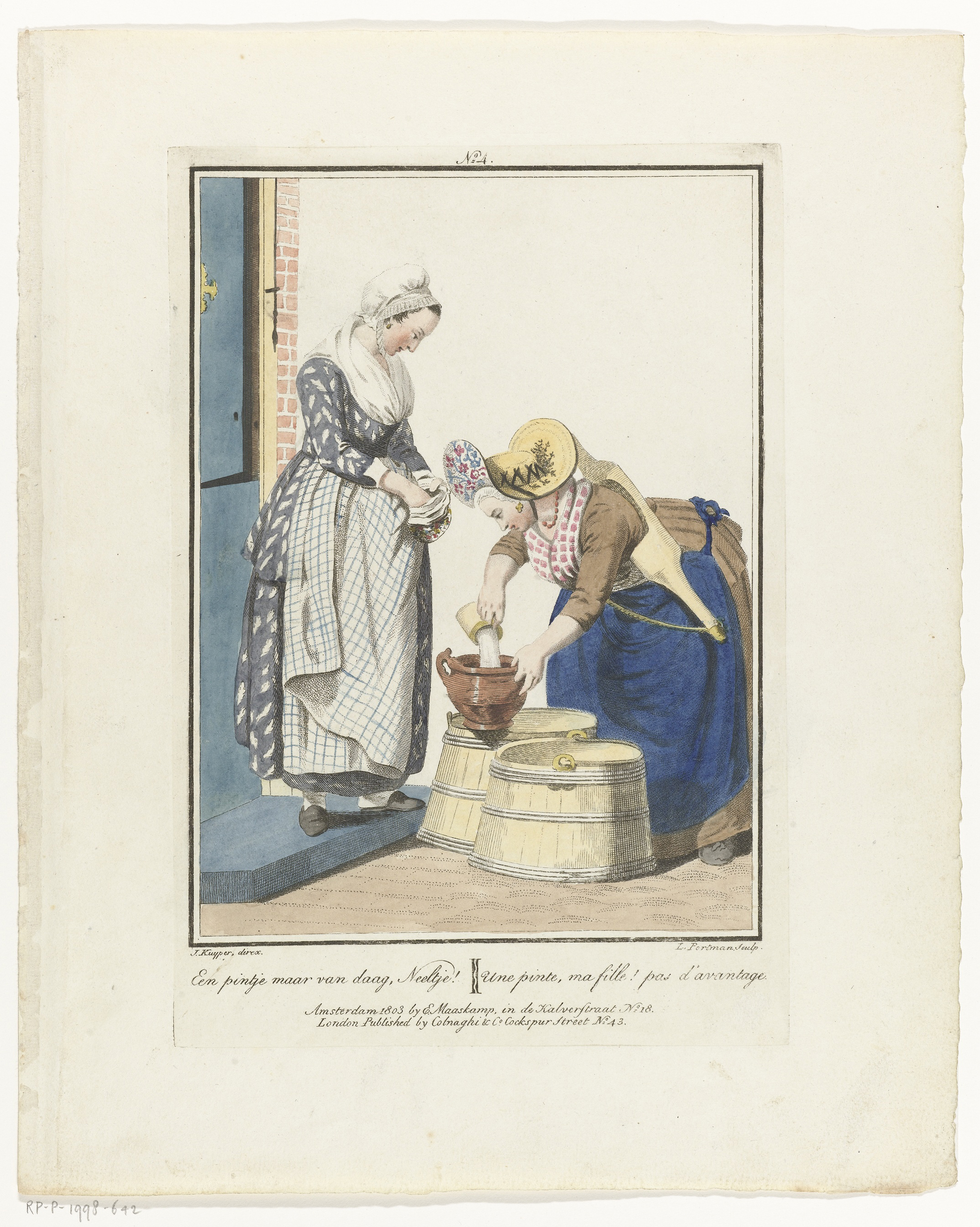
Melkmeisje uit Afbeeldingen van de kleeding, zeden en gewoonten in de Bataafsche Republiek, met den aanvang der negentiende eeuw, uitgegeven door Evert Maaskamp, 1803-1807.

Evert Maaskamp (Vollenhove 1769 - Amsterdam 31 januari 1834) was uitgever, boek- en prenthandelaar in Amsterdam van ca. 1800 tot 1834. Er zijn honderden producten van zijn hand bewaard gebleven. Naast geografische publicaties en topografische kaarten en prenten gaf hij uitbundig geïllustreerde plaatwerken uit, onder andere met typische afbeeldingen van Nederlanders in klederdracht. Maaskamp werkte samen met de Engelse kunstenaar Charles Howard Hodges, wiens invloed in veel van Maaskamps prenten is aan te wijzen.

## Publicaties

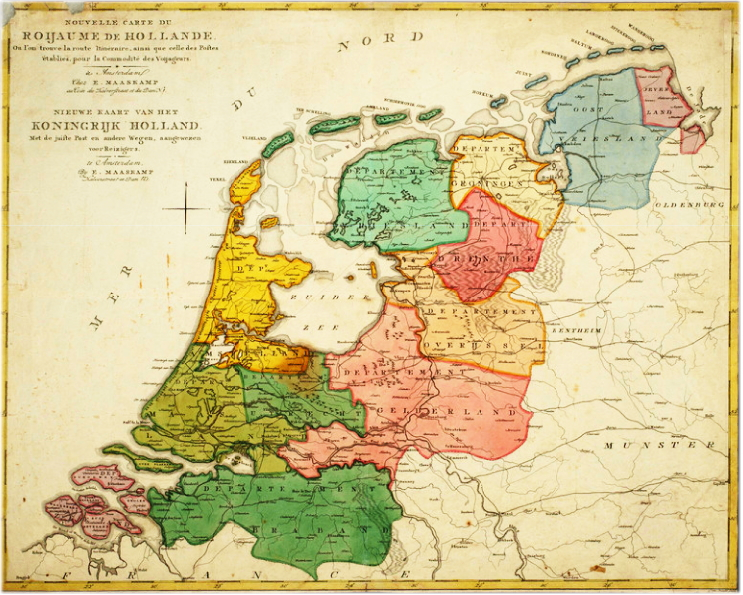
Nieuwe kaart van het Koninkrijk Holland, 1809

Enkele bekende werken die door Maaskamp zijn uitgegeven zijn:
- 1803: Afbeeldingen van de kleeding, zeden en gewoonten in de Bataafsche Republiek, met den aanvang der negentiende eeuw
- 1805: Nieuwe atlas, van de voornaamste gebouwen en gezigten der stad Amsterdam. Met derzelver beknopte beschryvingen [door P. Fouquet]. Tweede druk
- 1815: Reis door België, in 1814 en 1815. Tweede druk (online tekst)
- 1816: Karakterschetsen. Zeden en gewoonten van Nederlandsche mannen en vrouwen, in het jaar 1816 bijeenverzameld op eene reize door het Koningrijk der Nederlanden
- 1821: Algemeen reisboek, door het Koningrijk der Nederlanden, of Nieuwe en volledige gids door de XVII Nederlandsche provincien. Met eene algemeene postkaart, eenen afstandswijzer en een atlas van de bijzondere kaarten der provinciën 2 dln.
- 1829: A new guide through Amsterdam, accompanied with tables of coins and a new map of the city